# 相重扬
相重扬（1927年—2024年4月22日），男，江苏宝应人，中华人民共和国政治人物。

## 生平
早年毕业于金陵大学农学系，后留校任教，之后进入中华人民共和国农业部，任教育局副局长，农牧渔业部教育局副局长、局长、外事司司长。1984年，担任农牧渔业部副部长。1988年，任农业部副部长。

## 家庭
父亲相菊潭。
妻子：陶翠芬。
儿：相建，相宁。
孙：相里辰，相里潭。